# Supercoppa UEFA 1976
La Supercoppa UEFA 1976 è stata la terza edizione della Supercoppa UEFA.
Si è svolta il 17 e 30 agosto 1976 in gara di andata e ritorno tra la squadra vincitrice della Coppa dei Campioni 1975-1976, ovvero i tedeschi occidentali del Bayern Monaco, e la squadra vincitrice della Coppa delle Coppe 1975-1976, ossia i belgi dell'Anderlecht.
A conquistare il titolo è stato l'Anderlecht, che ha perso la gara di andata a Monaco di Baviera per 2-1 e ha vinto la gara di ritorno a Bruxelles per 4-1.

## Partecipanti
| Squadre       | Qualificazione                                | Partecipazioni precedenti (il grassetto indica la vittoria) |
| ------------- | --------------------------------------------- | ----------------------------------------------------------- |
| Bayern Monaco | Vincitrice della Coppa dei Campioni 1975-1976 | 1 (1975)                                                    |
| Anderlecht    | Vincitrice della Coppa delle Coppe 1975-1976  | Nessuna                                                     |

## Tabellini

### Andata
| Arbitro: | Kenneth Burns |

|                 |           |          |
| Müller 58’, 88’ | Marcatori | 16’ Haan |

| Bayern Monaco | Anderlecht |

| Bayern Monaco (3-5-2) |   |                          |
|                       |   |                          |
| P                     | 1 | Sepp Maier               |
| D                     |   | Udo Horsmann             |
| D                     |   | Hans-Georg Schwarzenbeck |
| D                     |   | Jupp Kapellmann          |
| C                     |   | Franz Beckenbauer (c)    |
| C                     |   | Bernd Dürnberger         |
| C                     |   | Rainer Künkel            |
| C                     |   | Uli Hoeneß               |
| A                     |   | Karl-Heinz Rummenigge    |
| A                     |   | Conny Torstensson        |
| A                     |   | Gerd Müller              |
| Allenatore:           |   |                          |
| Dettmar Cramer        |   |                          |

| Anderlecht (4-4-2) |   |                       |  |     |
|                    |   |                       |  |     |
| P                  | 1 | Jan Ruiter            |  |     |
| D                  |   | Gilbert Van Binst (c) |  |     |
| D                  |   | Hugo Broos            |  |     |
| D                  |   | Erwin Vandendaele     |  |     |
| D                  |   | Jean Dockx            |  | 64’ |
| C                  |   | François Van der Elst |  |     |
| C                  |   | Arie Haan             |  |     |
| C                  |   | Ludo Coeck            |  |     |
| C                  |   | Franky Vercauteren    |  |     |
| A                  |   | Peter Ressel          |  |     |
| A                  |   | Rob Rensenbrink       |  |     |
| Sostituzioni:      |   |                       |  |     |
| D                  |   | Michel De Groote      |  | 64’ |
| Allenatore:        |   |                       |  |     |
| Raymond Goethals   |   |                       |  |     |

### Ritorno
| Arbitro: | Paul Schiller |

|                                                |           |            |
| Rensenbrink 20’, 82’ Van der Elst 25’ Haan 59’ | Marcatori | 63’ Müller |

| Anderlecht | Bayern Monaco |

| Anderlecht (3-4-3) |   |                       |             |
|                    |   |                       |             |
| P                  | 1 | Jan Ruiter            |             |
| D                  |   | Hugo Broos            |             |
| D                  |   | Erwin Vandendaele (c) |             |
| D                  |   | Jean Dockx            |             |
| C                  |   | François Van der Elst |             |
| C                  |   | Arie Haan             |             |
| C                  |   | Ludo Coeck            |             |
| C                  |   | Franky Vercauteren    |             |
| A                  |   | Peter Ressel          |             |
| A                  |   | Duncan McKenzie       |             |
| A                  |   | Rob Rensenbrink       | Ammonizione |
| Allenatore:        |   |                       |             |
| Raymond Goethals   |   |                       |             |

| Bayern Monaco (4-3-3) |   |                          |  |     |
|                       |   |                          |  |     |
| P                     | 1 | Sepp Maier               |  |     |
| D                     |   | Björn Andersson          |  |     |
| D                     |   | Udo Horsmann             |  |     |
| D                     |   | Hans-Georg Schwarzenbeck |  |     |
| D                     |   | Jupp Kapellmann          |  |     |
| C                     |   | Franz Beckenbauer (c)    |  |     |
| C                     |   | Bernd Dürnberger         |  |     |
| C                     |   | Uli Hoeneß               |  | 85’ |
| A                     |   | Karl-Heinz Rummenigge    |  |     |
| A                     |   | Conny Torstensson        |  |     |
| A                     |   | Gerd Müller              |  |     |
| Sostituzioni:         |   |                          |  |     |
| C                     |   | Rainer Künkel            |  | 85’ |
| Allenatore:           |   |                          |  |     |
| Dettmar Cramer        |   |                          |  |     |